# Ашваттхама
Ашваттха́ма (санскр. अश्वत्थामा, IAST: Aśvatthāmā, «Лошадиная сила»), также Ашваттха́ман (санскр. अश्वत्थामन्, IAST: Aśvatthāman) — герой древнеиндийского эпоса «Махабхарата», сын Дроны и Крипи, внук мудреца Бхарадваджи, один из семи «чирандживи» (бессмертных). Ашваттхама был любимцем Дроны. Во время Битвы на Курукшетре, сражался на стороне Кауравов. Ложная весть о смерти Ашваттхамы привела Дрону к гибели от руки Дхриштадьюмны. Ашваттхама был одним из выдающихся военачальников, выступивших на стороне Кауравов во время битвы на Курукшетре. В Бхагавад-гите Дурьодхана упоминает имя Ашваттхамы в ряду таких непобедимых воинов как Бхишма, Карна, Крипа, Викарна и Бхуришрава.
Однако Ашваттхама больше известен не как великий воин, а как недостойный сын брахмана Дрона, а также как агрессор, злодейски убивший пятерых детей Пандавов и понёсший за это справедливое наказание. Будучи сыном брахмана, сам Ашваттхама таковым не являлся, поскольку качествами, присущими брахману, не обладал. Звания брахмана достойны только самые разумные люди, оно не передаётся по наследству. Но, поскольку Ашваттхама был сыном брахмана, тексты Бхагавата-пураны характеризуют его как брахма-бандху, что означает «[имеющий родственную или дружескую] связь с брахманом». Обезглавив пятерых спавших сыновей Драупади, Ашваттхама принёс их головы как трофей своему господину Дурьодхане, по глупости считая, что тот будет доволен. Однако Дурьодхана не одобрил этого низкого поступка.
Узнав о злодейском убийстве детей, охваченная скорбью Драупади зарыдала, и Арджуна пообещал ей принести голову этого агрессора. Облачившись в доспехи, взяв смертоносное оружие и взойдя на свою колесницу, Арджуна пустился в погоню за Ашваттхамой. Увидев стремительно приближающегося к нему Арджуну, Ашваттхама начал в страхе произносить гимны, приводящие в действие брахмастру, несмотря на то, что не обладал умением останавливать её действие. Брахмастра, выпущенная Ашваттхамой, сыном Дроны, была направлена на пятерых Пандавов и на последнего отпрыска рода Пандавов — младенца, находящегося в утробе Уттары, жены Абхиманью. Увидев приближающуюся к ним ослепительную брахмастру, все пятеро братьев Пандавов взялись каждый за своё оружие, а Уттара обратилась к Кришне с мольбой защитить её ещё не родившееся дитя. Кришна окружил плод во чреве Уттары своей внутренней энергией, и таким образом жизнь последнего потомка Куру была сохранена. Этим спасённым младенцем был будущий император мира, прославившийся под именем Парикшит, святой царь, человек великого разума и великой преданности.
Тем временем Арджуна, увидев повсюду нестерпимый ослепительный свет и почувствовав, что его жизнь в опасности, обратился к Кришне, спрашивая, что это за сияние и откуда оно исходит. Кришна разъяснил Арджуне, что это — брахмастра, которую сын Дроны привёл в действие прочтением гимнов и что противодействовать брахмастре может только другая брахмастра. Последовав совету Кришны, Арджуна выпустил свою брахмастру и так остановил действие брахмастры, выпущенной Ашваттхамой. После этого Арджуна захватил Ашваттхаму, связал его верёвками и доставил в военный лагерь. По ведийским законам Ашваттхаму следовало убить как агрессора: «Жестокий и подлый человек, поддерживающий своё существование ценой жизни других, для своего же блага заслуживает того, чтобы быть убитым, а иначе из-за своих поступков он будет опускаться всё ниже и ниже». Однако, также по ведийским законам, Ашваттхаму следовало пощадить, поскольку он был сыном брахмана. Поэтому Арджуна находился в замешательстве и не знал, как ему поступить; кроме того, он уже пообещал Драупади принести голову убийцы её сыновей.
Когда Драупади, второе имя которой было Кришна и которая была «наилучшей из женщин» и «целомудреннейшей из женщин» (Бхактиведанта Свами Прабхупада: исторические сведения о Драупади, Шримад-Бхагаватам 1.13.4), увидела Ашваттхаму, который был связан верёвками и молчал из-за совершённого им позорного убийства пяти её детей, — она искренне и добросердечно оказала ему почтение, которое надлежит оказывать брахману или сыну брахмана. Ей было нестерпимо больно видеть Ашваттхаму, связанного верёвками, как животное, и она попросила Арджуну освободить Ашваттхаму от верёвок и не убивать его.
Арджуна по-прежнему находился в замешательстве, не зная как поступить, и тогда Кришна сказал ему: «Нельзя убивать брахма-бандху, но если он агрессор, это необходимо сделать. Все эти законы есть в писаниях и тебе следует действовать согласно им». После этих слов Кришны Арджуна тут же понял, как ему следует поступить. Он срезал своим острым мечом волосы и драгоценный камень с головы Ашваттхамы. После этого Ашваттхама был изгнан. Таким образом он, оскорблённый и униженный, был одновременно убит и не убит: «Срезать волосы с головы, лишить богатства и изгнать из собственного дома — вот наказания, которым предписано подвергать родственника брахмана. Смертная казнь не входит в их число».